# محمد سوماري
محمد سوماري هو لاعب كرة قدم بلجيكي في مركز الهجوم، ولد في 25 يونيو 1996 في بلجيكا. لعب مع نادي أفيلينو.

## وصلات خارجية
- محمد سوماري على موقع الاتحاد الأوربي (الإنجليزية)
- محمد سوماري على موقع قاعدة بيانات كرة القدم.إي يو (الإنجليزية)
- محمد سوماري على موقع Soccerway.com (الإنجليزية)